# Calyptorhynchus funereus
Il cacatua nero codagialla (Calyptorhynchus funereus) è un uccello della famiglia Cacatuidae.